# Jordan Bikow

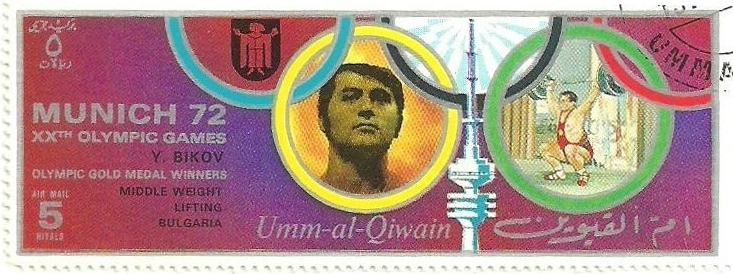
In Umm al-Qaiwain ausgegebene Briefmarke für Yordan Bikov anlässlich des Gewinns der Goldmedaille bei den Olympischen Sommerspielen 1972 in München

Jordan Bikow (bulgarisch Йордан Биков; * 17. Oktober 1950 in Pasardschik) ist ein ehemaliger bulgarischer Gewichtheber. Er war Olympiasieger 1972 im Mittelgewicht.

## Werdegang
Jordan Bikow begann Ende der 1960er Jahre als Jugendlicher mit dem Gewichtheben. Nach Übernahme des Cheftrainerpostens bei den bulgarischen Gewichthebern durch Iwan Abadschiew zu dieser Zeit wurde in Bulgarien eine intensive Talentsuche- und Talentförderungskampagne gestartet. Jordan Bikow gehörte zu den so entdeckten und geförderten jungen Gewichthebertalenten. Seine wirtschaftliche Basis fand er durch den Eintritt als Achtzehnjähriger in die bulgarische Volksarmee mit der damit verbundenen Mitgliedschaft im Zentralen Sportklub der Armee.
Auf der internationalen Heberbühne erschien er erstmals im Jahre 1969. Er belegte dabei beim Donau-Pokalturnier in Bukarest im Leichtgewicht mit 390 kg (120-120-150) im olympischen Dreikampf den 3. Platz. Im gleichen Jahr wurde er auch schon bei den Welt- und Europameisterschaften in Warschau eingesetzt und kam dort im Leichtgewicht auf den 12. bzw. 9. Platz. Seien Leistung betrug dabei 382,5 kg (115-122,5-145).
1970 startete er bei den Europameisterschaften in Szombathely und kam dort im Mittelgewicht mit 430 kg (137,5-127,5-165) hinter Wiktor Kurenzow, UdSSR, 465 kg, György Szarvas, Ungarn, 452,5 kg u. Smirnow, UdSSR, 445 kg auf einen hervorragenden 4. Platz. Fast genauso gut schnitt er bei den Weltmeisterschaften des gleichen Jahres in Columbus (Ohio) ab, denn dort steigerte er sich im olympischen Dreikampf auf 440 kg (140-130-170) und erreichte den 5. Platz. Sieger wurde auch dort Wiktor Kurenzow mit 462,5 kg.
Bei den Europameisterschaften 1971 in Sofia musste Jordan Bikow den ersten Rückschlag in seiner Laufbahn hinnehmen, denn er fabrizierte im Drücken drei Fehlversuche und blieb damit in der Gesamtwertung unplatziert. Gut erholt zeigte er sich bei den Weltmeisterschaften 1971 in Lima, denn dort konnte er seine persönliche Bestleistung im olympischen Dreikampf auf 452,5 kg (140-132,5-180) steigern und erreichte damit wieder den 5. Platz. Im Stoßen wurde er mit 180 kg sogar Weltmeister.
Im Jahre 1972 steigerte sich Jordan Bikow weiter. Nachdem er beim vorolympischen Turnier in Ulm seine persönliche Bestleistung auf 462,5 kg (150-135-177,5) gesteigert hatte und damit Zweiter hinter dem Russen Galkin, 465 kg, wurde, holte er sich bei den Europameisterschaften 1972 in Constanța mit 477,5 kg (155-137,5-185) den ersten Titel. Er wurde Europameister vor Ex-Weltmeister Wiktor Kurenzow, 472,5 kg und Anselmo Silvino aus Italien, 460 kg. Bei den Olympischen Spielen 1972 in München setzte er dann seiner Laufbahn die Krone auf, denn er wurde mit dem neuen Weltrekord von 485 kg (160-140-185) im Dreikampf Olympiasieger. Er profitierte dabei etwas davon, dass der amtierende Weltmeister und Favorit Wiktor Kanygin aus der UdSSR im Reißen drei Fehlversuche zu verzeichnen hatte und damit aus der Wertung fiel.
Da Jordan Bikow bei seinem Olympiasieg noch nicht einmal ganz 22 Jahre alt war, ging man in der Gewichtheberszene davon aus, dass er über lange Zeit das Geschehen im Mittelgewicht diktieren würde. Es kam aber anders. Er startete 1973 noch bei den Europameisterschaften in Madrid, war aber dort nicht mehr ganz in der Form des Jahres 1972. Er erzielte im Zweikampf, der 1973 anstelle des olympischen Dreikampfes eingeführt wurde, 322,5 kg (142,5-180) und musste sich damit hinter seinem jungen Landsmann Nedeltscho Kolew, 330 kg (145-185) mit dem 2. Platz begnügen.
Sein letzter Wettkampf auf der internationalen Gewichtheberbühne war die Teilnahme an den SKDA-Meisterschaften (Meisterschaften der Armeen der Warschauer Pakt-Staaten) in Trenčín. Er erzielte dort 305 kg im Zweikampf und musste sich dem Russen Galkin, 310 kg, geschlagen geben. Der Grund für sein plötzliches Karriereende sollen Differenzen mit dem Cheftrainer Iwan Abadschiew gewesen sein, der ihm vorwarf, nach dem Olympiasieg nicht mehr hart genug zu trainieren. Es kam jedoch nach einiger Zeit zu einer Versöhnung zwischen Bikow und Abadschiew, was zur Folge hatte, dass Jordan Bikow die Sporthochschule in Sofia besuchen konnte und nach Absolvierung derselben Gewichtheber-Trainer wurde.

## Internationale Erfolge
| Jahr | Platz | Wettbewerb                                        | Gewichtsklasse | |
| 1969 | 3.    | Donau-Pokal-Turnier in Bukarest                   | Leicht         | mit 390 kg (120-120-150) hinter Fitzi Balas, Rumänien, 407,5 kg u. János Bagócs, Ungarn, 390 kg                                                     |
| 1969 | 12.   | WM + EM (9.) in Warschau                          | Leicht         | mit 382,5 kg (115-122,5-145); Sieger: Waldemar Baszanowski, Polen, 445 kg vor János Bagócs, 430 kg                                                  |
| 1970 | 5.    | Intern. Turnier in Minsk                          | Mittel         | mit 415 kg (135-120-160), Sieger: J. Smirnow, UdSSR, 447,5 kg                                                                                       |
| 1970 | 4.    | EM in Szombathely                                 | Mittel         | mit 430 kg (137,5-127,5-165), hinter Wiktor Kurenzow, UdSSR, 465 kg, György Szarvas, Ungarn, 452,5 kg u. J. Smirnow, 445 kg                         |
| 1970 | 5.    | WM in Columbus                                    | Mittel         | mit 440 kg (140-130-170), hinter Wiktor Kurenzow, 462,5 kg, Leif Jensen, Norwegen, 455 kg, György Szarvas, 445 kg u. Werner Dittrich, DDR, 442,5 kg |
| 1971 | unpl. | EM in Sofia                                       | Mittel         | nach 3 Fehlversuchen im Drücken |
| 1971 | 5.    | WM in Lima                                        | Mittel         | mit 452,5 kg; Sieger: Wiktor Kanygin, UdSSR, 477,5 kg vor Leif Jensen, 467,5 kg                                                                     |
| 1972 | 2.    | Vorolympisches Turnier in Ulm                     | Mittel         | mit 462,5 kg (150-135-177,5), hinter A. Galkin, UdSSR, 465 kg, vor Werner Dittrich, 355 kg u. Uwe Kliche, BRD, 437,5 kg                             |
| 1972 | 1.    | EM in Constanța                                   | Mittel         | mit 477,5 kg (155-137,5-185), vor Wiktor Kurenzow, 472,5 kg u. Anselmo Silvino, Italien, 460 kg                                                     |
| 1972 | Gold  | OS in München                                     | Mittel         | mit 485 kg (160-140-185), vor Mohamed Tarabulsi, Libanon, 472,5 kg (160-140-172,5) u. Anselmo Silvono, 470 kg                                       |
| 1973 | 1.    | Intern. Turnier in Ost-Berlin                     | Mittel         | mit 310 kg, vor Peter Wenzel, DDR, 302,5 kg |
| 1973 | 1.    | Intern. Turnier in Paris                          | Mittel         | mit 315 kg (140-175), vor Fred Lowe, USA, 292,5 kg u. Aime Terme, Frankreich, 290 kg                                                                |
| 1973 | 2.    | EM in Madrid                                      | Mittel         | mit 322,5 kg (142,5-180), hinter Nedeltscho Kolew, Bulgarien, 330 kg (145-185), vor W. Michailow, UdSSR, 320 kg                                     |
| 1973 | 2.    | SKDA-Meisterschaften in Trenčín//Tschechoslowakei | Mittel         | mit 305 kg, hinter A. Galkin, 310 kg, vor Ondrej Hekel, CSSR, 302,5 kg                                                                              |

## WM- und EM-Einzelmedaillen
- WM-Goldmedaillen: 1971/Stoßen/Mittel – 1972/Stoßen/Mittel
- WM-Bronzemedaillen: 1970/Stoßen/Mittel – 1972/Drücken/Mittel
- EM-Goldmedaillen: 1972/Stoßen/Mittel
- EM-Silbermedaillen: 1971/Drücken/Mittel – 1973/Stoßen/Mittel
- EM-Bronzemedaillen: 1970/Stoßen/Mittel – 1972/Reißen/Mittel

## Weltrekorde
| Datum     | Ort     | Disziplin             | Leistung             |
| 31.8.1972 | München | Olympischer Dreikampf | 485 kg (160-140-185) |

## Erläuterungen
- bis 1972 alle Wettkämpfe im olympischen Dreikampf, bestehend aus Drücken, Reißen und Stoßen
- ab 1973 alle Wettkämpfe im Zweikampf, bestehend aus Reißen und Stoßen
- OS = Olympische Spiele
- WM = Weltmeisterschaften
- EM = Europameisterschaften
- Leichtgewicht, damals bis 67,5 kg Körpergewicht
- Mittelgewicht, damals bis 75 kg Körpergewicht
- Die Ergebnisse der Olympischen Spiele 1972 galten gleichzeitig als Ergebnisse der WM 1972